# ナポレオンの定理

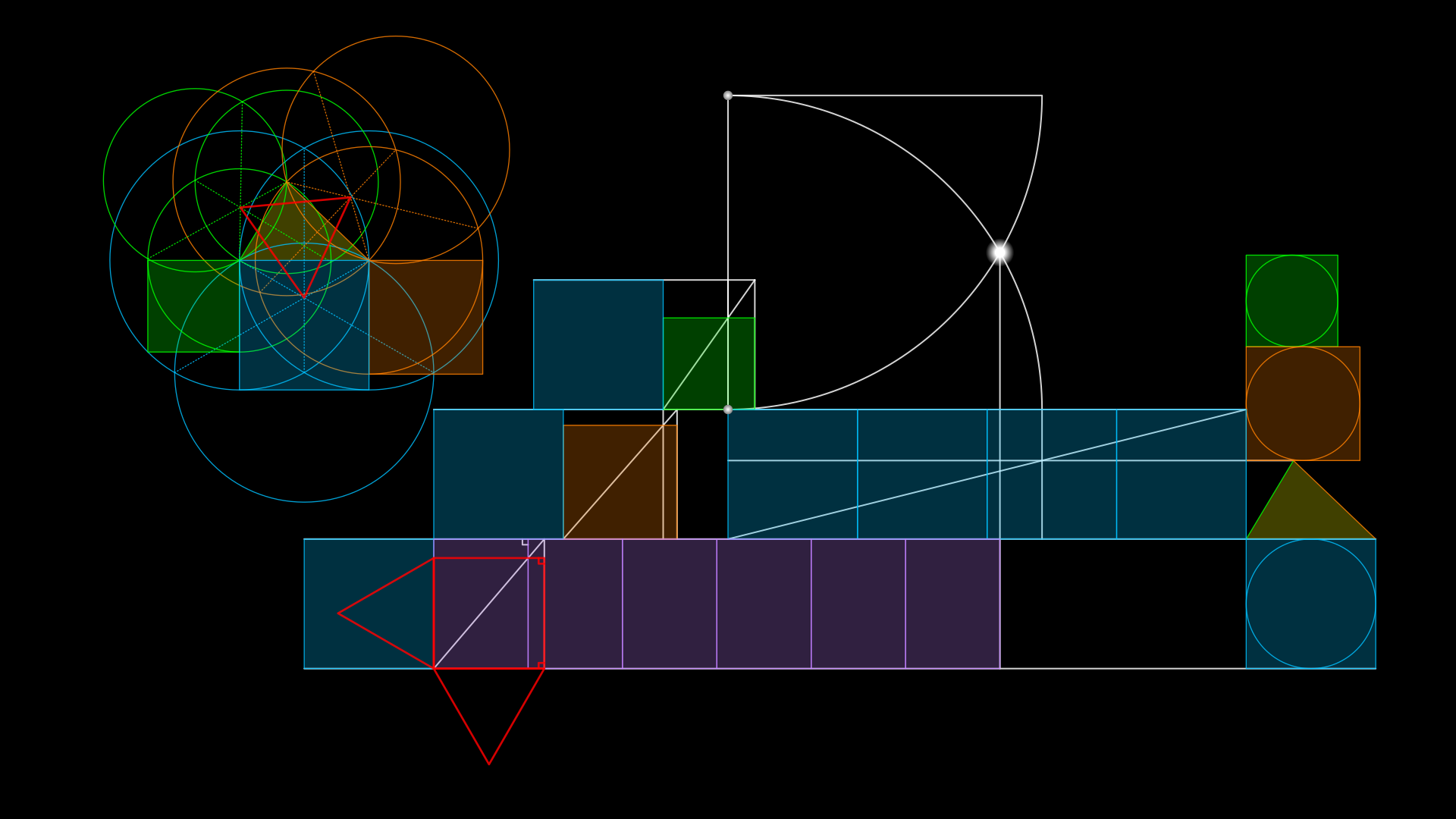
ナポレオンの三角形(赤の正三角形)の辺の長さと元の三角形(黄色)の各辺の長さとの関係。元の三角形の底辺（青色）の長さが１である場合、ナポレオンの三角形の辺と同じ長さの辺を持つ正方形の面積は紫色の長方形（１つ）の幅として表れる。

ナポレオンの定理（ナポレオンのていり、Napoleon's theorem）は、幾何学における定理の1つである。
任意の三角形に対し各辺を1辺とする正三角形を描き、これら3つの正三角形の重心同士を結んだとき、この三角形は正三角形となる。この三角形をナポレオンの三角形という。
3つの正三角形をもとの三角形の外側に描く場合（右の図）と内側に描く場合で2通りの三角形が考えられるが、いずれも正三角形となる。この2つの正三角形の面積の差は、もとの三角形の面積と等しくなる。
ナポレオン三角形の重心は、もとの三角形の重心と一致する。
この定理はナポレオンが発見したといわれているが、それを証明する資料は発見されていない。

## ナポレオン点
ナポレオン三角形の頂点ともとの三角形の頂点を結ぶ3本の直線(AL,BM,CN)は1点で交わる。この点をナポレオン点という。
ナポレオン点はキーペルト点のθ=30°の場合に当たり，キーペルト双曲線上に存在する。